# La maschera di cera (film 1953)
La maschera di cera, altrimenti conosciuto come La maschera di cera 3D, è un film horror stereoscopico del 1953, diretto dal regista André De Toth. È il remake del film La maschera di cera del 1933.

## Trama
Il signor Henry Jarrod è uno scultore della cera molto abile e le sue opere sono veramente molto realistiche. Tiene moltissimo a tutte le sue opere, specialmente a quella di Maria Antonietta. Ma il suo socio, insoddisfatto, brucia il museo delle cere dove tutte le opere di Jarrod erano custodite incassando così tutti i soldi dell'assicurazione, lasciando all'interno il povero scultore che vede bruciare le sue preziose opere. Passano molti anni e Jarrod si è miracolosamente salvato dall'incendio. È su una sedia a rotelle, le sue mani sono bruciate, ma è pronto a ricominciare. Riapre un museo delle cere a New York, ma le opere sono ancora più realistiche e inquietanti. È altrettanto inquietante il modo in cui ha scoperto di ricreare le opere a cui teneva moltissimo, un metodo macabro e inaspettato...

## Produzione
Le riprese sono iniziate nel gennaio del 1953 e il film venne girato originariamente in formato stereoscopico, con un budget di 658.000 dollari, sotto il titolo The Wax Works ovvero il titolo del racconto di Charles Belden a cui il film e il suo precedente si sono basati.

## Distribuzione
Il film è uscito in 3D, il 25 aprile 1953 in America, dopo un'anteprima avvenuta il 10 aprile. In Norvegia e in Belgio il film è arrivato nelle sale cinematografiche molto tempo dopo, rispettivamente il 4 maggio 1970 e il 17 luglio 1970. In America il film è stato un successo enorme, incassando quasi 25 volte il suo budget, arrivando a 23.750.000 dollari. La maschera di cera è il film che ha incassato di più del 1953 nonché uno dei maggiori successi economici degli anni '50 in generale.

## Home video

### Prima edizione in DVD
La prima edizione in DVD del film è uscita nel 2003 ed è distribuita dalla Warner Bros.. Contiene:
- Lingue: inglese 2.0, italiano 1.0 e francese 1.0
- Sottotitoli: inglese, inglese per non udenti, italiano, italiano per non udenti, francese, olandese, Arabo e rumeno
- Contenuti speciali: cinegiornale della prima: l'anteprima del film / il film originale del 1933 La maschera di cera.

### Seconda edizione in DVD
La seconda edizione in DVD del film è uscita nel 2012 ed è distribuita dalla A&R Productions. Contiene:
- Lingue: inglese, italiano, tedesco e spagnolo 2.0
- Sottotitoli: italiano
- Contenuti speciali: assenti

### Terza edizione in DVD
La terza edizione in DVD è uscita il 25 gennaio del 2015 e anch'essa è distribuita dalla A&R Productions. Contiene lingue e sottotitoli uguali alla seconda versione ma contiene dei contenuti speciali:
- Posters e locandine
- Galleria fotografica
- Trailer originale
- Il film originale del 1933 La maschera di cera in italiano.

### Quarta edizione in DVD
La quarta edizione in DVD è stata distribuita il 17 dicembre del 2015, grazie a una casa di distribuzione da poco aperta chiamata Macok, che ha distribuito il film in versione singola, senza il film del 1933 tra gli extra.
- Lingue: italiano 2.0
- Sottotitoli: assenti
- Contenuti speciali: assenti

La Macok ha distribuito nello stesso giorno la prima edizione singola mai creata del film originale del '33.

### Blu-Ray
Nell'ottobre del 2013, in occasione del 60º anniversario del film, la Warner Bros. ha distribuito il Blu-Ray 3D del film che contiene:
- Lingue: inglese 2.0, italiano, francese, spagnolo e tedesco 1.0
- Sottotitoli: Inglese, inglese per non udenti, italiano, italiano per non udenti, francese, spagnolo, portoghese, giapponese
- Video: rimasterizzato in 1080p (HD) 16x9
- Contiene: versione in 2D e versione in 3D
- Contenuti speciali: esclusivo documentario La maschera di cera - Quello che non avete mai visto prima! / cronache / commento di David Del Valle e Costantine Nasr / trailer / il film originale del 1933 La maschera di cera, non in alta definizione, ma in definizione standard.

## Curiosità
- Il film è il primo creato in 3D dalla Warner Bros.
- Il regista André De Toth era cieco in un occhio, quindi non poté godere dell'effetto tridimensionale al cinema.
- Le riprese iniziarono lunedì 19 gennaio 1953 e terminarono 33 giorni dopo, sabato 21 febbraio 1953.
- L'attore Nedrick Young, che interpreta lo scultore fissato con l'alcol, non è stato accreditato nei titoli di testa perché era nella lista nera di McCarthy a Hollywood.
- Phyllis Kirk dichiarò qualche anno dopo di non aver nessun bel ricordo di Charles Bronson durante le riprese del film.
- Il nome del personaggio di Vincent Price è stato cambiato in Henry Jarrod. Nel film originale, La maschera di cera (Mystery Of The Wax Museum), lo scultore si chiama Ivan Igor, e la modifica nel film del 1953 è stata fatta per evitare scontri con degli spettatori russi.
- Lo scultore che si droga (che si trova nel film del 1933) non è stato desiderato dalla censura, quindi nel remake del 1953 il personaggio di Nedrick Young non si droga bensì si ubriaca spesso.
- Questo film detiene due record, seppur sia molto lontano dall'essere il primo film in 3D, il film è il primo ad essere creato in 3D con l'audio stereofonico ed è il primo film in 3D distribuito da una casa di produzione importante la Warner Bros.).
- Nessun film della Warner Bros. incassò così tanto sin dai tempi di Vita col padre del 1947.
- Il trailer è stato volutamente creato senza mostrare alcuna scena del film e la colonna sonora è del musicista Max Steiner.
- Joan Weldon e Vera Miles erano state entrambe considerate per il ruolo di Sue Allen nel film, prima che venisse ufficialmente affidato a Phyllis Kirk.
- Nella scena della ghigliottina, Paul Picerni viene salvato da Frank Lovejoy poco prima che la lama lo uccida. Per girare questa scena, il regista De Toth e Picerni litigarono e quest'ultimo fu cacciato dal set, ma, per volere di Jack L. Warner, fu richiamato a una sola condizione: l'attore avrebbe girato la scena solo una volta. Bastò infatti un solo ciak.
- In Italia venne realizzato il cineromanzo omonimo Suspense, edito da New Edigraf nell'agosto del 1970.

## Omaggi e remake
- Mario Bava cita diverse scene del film ne Gli orrori del castello di Norimberga (1972).
- Il film è un remake de La maschera di cera (1933) diretto da Michael Curtiz, con un tocco di erotismo per i tempi audace.
- L'episodio Lo scultore misterioso in Bem, il mostro umano è un riadattamento di questo film.